# Tomás Asta-Buruaga
Tomás Pablo Asta-Buruaga Montoya (Vitacura, Santiago, Chile, 11 de octubre de 1996) es un futbolista chileno. Juega de defensa y su equipo actual es el Club Deportivo Universidad Católica de la Primera División de Chile.

## Trayectoria

### Unión Española
Nació en Santiago y estudió en el Liceo Amanda Labarca de Vitacura. Tomás Asta-Buruaga surgió de las divisiones inferiores de Unión Española. El 29 de julio de 2012, con solo 15 años, debutó en el equipo de reserva jugando los 90 minutos completos en una derrota por 1-0 en la Segunda División Profesional de Chile contra Deportes Iberia. Siendo confirmado en el plantel de honor al final del mismo año.
Debutó en el primer equipo el 23 de julio de 2013, comenzando en una victoria en Copa Chile por 3-0 contra Palestino. Tras una temporada regular en el equipo B, hizo su debut en la Primera División el 22 de febrero de 2014, a partir de una derrota en casa por 3-1 a Everton de Viña del Mar.

### Deportes Antofagasta
Para la temporada 2016-17,fue cedido a Deportes Antofagasta. Siendo suplente durante la mayoría del campeonato, logró marcar su primer gol en el profesionalismo el 20 de noviembre de 2016, anotando el único de su equipo en una derrota por 5-1 en la Universidad Católica.
Su pase fue comprado directamente a Unión Española, a mediados de 2017, posteriormente se convirtió en un titular regular para el equipo. Siendo uno de los pilares de Deportes Antofagasta que en entre esa temporada y la siguiente de 2018, firmó sus mejores campañas históricas, llegando a clasificar a la Copa Sudamericana 2019 y siendo uno de los defensas centrales más destacados de la temporada.
En 2019 debutó en torneos internacionales, jugando contra Fluminense en la Copa Sudamericana, siendo eliminados con un global de 2-1 en la primera ronda. La temporada fue irregular para el equipo, no pudiendo repetir los buenos resultados anteriores, finalizando en la medianía de la tabla en el problemático Campeonato Nacional de ese año.

### Universidad Católica
El día 2 de enero de 2020, el Universidad Católica anunció por medio de sus redes sociales que habían llegado a un acuerdo de préstamo por un año con Asta-Buruaga. para que Tomás fuera jugador "cruzado". El día 8 de noviembre del 2020, por la fecha 15 de la Liga Chilena 2020 convirtió el 1-1 parcial en la victoria cruzada por 4-1 ante Palestino en el Estadio Municipal de La Cisterna. Siendo este hasta la fecha su primer y único gol en el cuadro franjeado.
En febrero de 2021, celebró su primer título con Universidad Católica al ganar el campeonato Primera División 2020. El 21 de marzo de 2021, junto al cuadro cruzado se coronó campeón de la Supercopa 2020, tras ganarle a Colo Colo por 4 a 2. En marzo de 2021, el club anunció que Asta-Buruaga firmó su nuevo contrato que lo vincula al elenco cruzado hasta 2024, esto tras hacer efectiva la opción de compra a Deportes Antofagasta. A finales de ese año, finalizando la temporada 2021, disputó con el club la final de la Supercopa 2021 frente a Ñublense, donde la UC se coronó en tanda de penales tricampeón de está competencia, también la institución se coronó tetracampeón del torneo nacional, tras ganar las ediciones 2018, 2019, 2020 y 2021, y se convirtió en su cuarto título con la franja.

### Unión La Calera
Tras no ser considerado por Ariel Holan en Universidad Católica, se confirmó su préstamo por todo el 2023 a Unión La Calera.

### Everton
De cara a la temporada 2024 fue cedido al Everton.

## Selección nacional
Formó parte de las selección juveniles de Chile, formando el plantel que se preparó para el Sudamericano Sub-20 de 2015 en Uruguay. Sin embargo, sufrió una grave lesión en un cuadrangular previo a meses de la competencia, rompiéndose los ligamentos.
El 5 de marzo de 2018, el entrenador Reinaldo Rueda lo nominó a un micro-ciclo de entrenamientos para la búsqueda de opciones para la Selección Chilena que el colombiano estaba haciendo con jugadores jóvenes del medio local.

## Estadísticas

### Clubes
| Club                               | Div.          | Temporada     | Liga  | Liga  | Copas nacionales | Copas nacionales | Torneos internacionales | Torneos internacionales | Total | Total |
| Club                               | Div.          | Temporada     | Part. | Goles | Part.            | Goles            | Part.                   | Goles                   | Part. | Goles |
| ---------------------------------- | ------------- | ------------- | ----- | ----- | ---------------- | ---------------- | ----------------------- | ----------------------- | ----- | ----- |
| Unión Española II · Chile          | 3.ª           | 2012          | 1     | 0     | —                | —                | —                       | —                       | 1     | 0     |
| Unión Española II · Chile          | 3.ª           | 2013          | 10    | 0     | —                | —                | —                       | —                       | 10    | 0     |
| Unión Española II · Chile          | 3.ª           | 2013-14       | 12    | 0     | —                | —                | —                       | —                       | 12    | 0     |
| Unión Española II · Chile          | Total club    | Total club    | 23    | 0     | 0                | 0                | 0                       | 0                       | 23    | 0     |
| Unión Española · Chile             | 1.ª           | 2013-14       | 2     | 0     | 1                | 0                | —                       | —                       | 3     | 0     |
| Unión Española · Chile             | 1.ª           | 2014-15       | —     | —     | —                | —                | —                       | —                       | —     | —     |
| Unión Española · Chile             | Total club    | Total club    | 2     | 0     | 1                | 0                | 0                       | 0                       | 3     | 0     |
| Deportes Antofagasta · Chile       | 1.ª           | 2016-17       | 3     | 1     | —                | —                | —                       | —                       | 3     | 1     |
| Deportes Antofagasta · Chile       | 1.ª           | 2017          | 14    | 1     | 7                | 0                | —                       | —                       | 21    | 1     |
| Deportes Antofagasta · Chile       | 1.ª           | 2018          | 28    | 0     | 1                | 0                | —                       | —                       | 29    | 0     |
| Deportes Antofagasta · Chile       | 1.ª           | 2019          | 22    | 0     | 2                | 0                | 2                       | 0                       | 24    | 0     |
| Deportes Antofagasta · Chile       | Total club    | Total club    | 67    | 2     | 10               | 0                | 2                       | 0                       | 79    | 2     |
| C. D. Universidad Católica · Chile | 1.ª           | 2020          | 9     | 1     | —                | —                | 5                       | 0                       | 14    | 1     |
| C. D. Universidad Católica · Chile | 1.ª           | 2021          | 24    | 1     | 4                | 0                | 5                       | 0                       | 33    | 1     |
| C. D. Universidad Católica · Chile | 1.ª           | 2022          | 17    | 0     | 2                | 0                | 7                       | 0                       | 26    | 0     |
| Unión La Calera · Chile            | 1.ª           | 2023          | 28    | 1     | 2                | 0                | —                       | —                       | 30    | 1     |
| Unión La Calera · Chile            | Total club    | Total club    | 28    | 1     | 2                | 0                | 0                       | 0                       | 30    | 1     |
| Everton · Chile                    | 1.ª           | 2024          | 27    | 3     | 5                | 0                | 1                       | 0                       | 33    | 3     |
| Everton · Chile                    | Total club    | Total club    | 27    | 3     | 5                | 0                | 1                       | 0                       | 33    | 3     |
| Universidad Católica · Chile       | 1.ª           | 2025          | 11    | 0     | 4                | 0                | 1                       | 0                       | 16    | 0     |
| Universidad Católica · Chile       | Total club    | Total club    | 61    | 2     | 10               | 0                | 18                      | 0                       | 89    | 2     |
| Total carrera                      | Total carrera | Total carrera | 208   | 8     | 28               | 0                | 21                      | 0                       | 257   | 8     |
| 1. 2. 3.                           |               |               |       |       |                  |                  |                         |                         |       |       |

### Resumen estadístico
| Competición               | Partidos | Goles |
| ------------------------- | -------- | ----- |
| Primera División de Chile | 185      | 8     |
| Segunda División de Chile | 23       | 0     |
| Copa Chile                | 27       | 0     |
| Supercopa de Chile        | 1        | 0     |
| Copa Libertadores         | 12       | 0     |
| Copa Sudamericana         | 9        | 0     |
| Total                     | 257      | 4     |

## Palmarés

### Títulos nacionales
| Título             | Equipo               | País  | Año    |
| ------------------ | -------------------- | ----- | ------ |
| Primera División   | Unión Española       | Chile | 2013-T |
| Supercopa de Chile | Unión Española       | Chile | 2013   |
| Primera División   | Universidad Católica | Chile | 2020   |
| Supercopa de Chile | Universidad Católica | Chile | 2020   |
| Supercopa de Chile | Universidad Católica | Chile | 2021   |
| Primera División   | Universidad Católica | Chile | 2021   |